# Darja Collin
Pour les articles homonymes, voir Collin.
Darja Collin, née Maria Louisa Frederika (Darja) Collin le 19 novembre 1902 à Amsterdam aux Pays-Bas et morte le 6 mai 1967  à Florence en Italie, est une danseuse de ballets, une professeur de danse et une actrice néerlandaise.

## Filmographie
- 1935 : Het mysterie van de Mondscheinsonate de Kurt Gerron

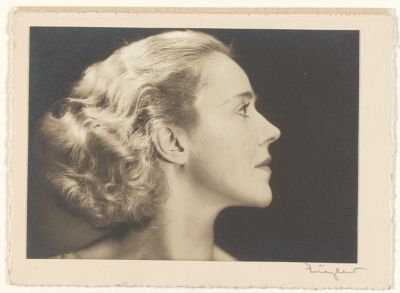
Darja Collin (1925)
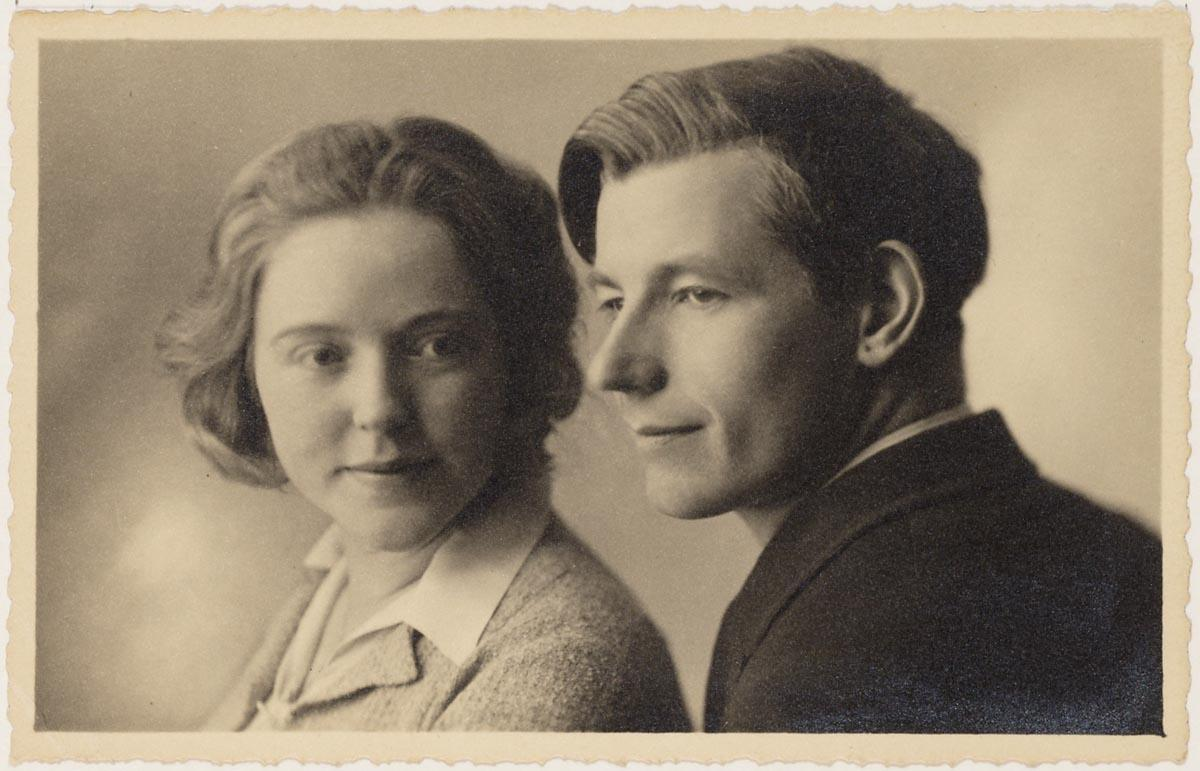
Darja Collin et l'écrivain Jan Jacob Slauerhoff, avec qui elle fut mariée entre 1930 et 1935

## Source de la traduction
- (nl) Cet article est partiellement ou en totalité issu de l’article de Wikipédia en néerlandais intitulé « Darja Collin » (voir la liste des auteurs).